# Nataša Romanovová (Marvel Cinematic Universe)
Natalja Aljanovna Romanovová, běžně známá jako Nataša Romanovová (v anglickém originále Natasha Romanoff), je fiktivní postava hraná Scarlett Johanssonovou z filmové série Marvel Cinematic Universe. Postava je založená na stejnojmenné postavě vydavatelství Marvel Comics, Black Widow. Romanovová je agent, špión a zkušený bojovník, trénovaný v Rudé komnatě. Později se připojí k protiteroristické agentuře S.H.I.E.L.D. a stane se zakládajícím členem Avengers.

## Fiktivní biografie

### Brzký život
Natasha Romanovová se narodila v Sovětském svazu v roce 1984. Byla vycvičena jako špiónka KGB v tajné akademii, v Rudé komnatě. Později je Clint Barton poslán zabít Romanovovou, ale místo toho se rozhodne ušetřit její život a rekrutovat ji do S.H.I.E.L.D.u.

### Agent S.H.I.E.L.D.u
V roce 2011, poté, co se Tony Stark stal veřejně Iron Manem, jmenuje svoji asistentku Pepper Pottsovou generálním ředitelem Stark Industries a najme Natalii Rushmanovou, která nahradí Pottosovou v práci osobního asistenta, aniž by věděl, že Rushmanová je ve skutečnosti Romanovová, která je v utajení. Nick Fury, ředitel S.H.I.E.L.D.u, to později odhalí Starkovi a Romanovová pak pomůže Starkovi zmařit plány Justina Hammera a Ivana Vanka.

### Bitva o New York
V roce 2012 je Romanovová vyslýchána Rusy, když vtom ji kontaktuje agent Phil Coulson, aby ji informoval, že se Barton přidal k Lokimu. Romanovová okamžitě překoná Rusy, kterým dovolila zajmout ji pouze za účelem získání informací. Poté je poslána Furym do Kalkaty, kde rekrutuje Bruce Bannera, aby využili jeho odborných znalostí ke sledování gama radiace Tesseractu, který Loki s Bartonem ukradli. Později se Romanovová a Rogers dopraví do Stuttgartu, kde spolu se Starkem konfrontují Lokiho, který se vzdá. Loki je vzat na palubu Quinjetu, dokud nepřiletí Thor a neunese ho. Poté je Loki držen v zajetí na Helikariéru, kde ho Romanovová zmanipuluje, aby odhalil svůj plán. Barton a Lokim posedlí agenti zaútočí na Helikariér. Romanovová bojuje s Bartonem a uvrhne ho do bezvědomí, čímž zlomí Lokiho ovládání mysli. Rogers, Stark, Romanovová, Barton, Thor a Hulk se shromáždí jako Avengers na obranu New Yorku. Tam bojují proti mimozemské rase Chitauri a nakonec porazí Lokiho. Poté Barton spolu s ní odejde.

### Zničení Hydry
V roce 2014 jsou Romanovová a Rogers posláni s protiteroristickým týmem S.T.R.I.K.E. na plavidlo Georgese Batroca. Rogers v polovině mise zjistí, že Romanovová má další úkol během mise, a to extrahovat data z počítačů lodi pro Furyho. Později Rogers a Romanovová s pomocí dat získaných z lodi odhalí tajný bunkr v New Jersey, kde aktivují superpočítač obsahující zachované vědomí Arnima Zoly, německého vědce z druhé světové války. Zola odhaluje, že od doby, kdy byl S.H.I.E.L.D. založen, Hydra tajně operovala v jeho řadách a snažila se rozpoutat globální chaos s cílem přimět lidstvo, aby se vzdalo své svobody výměnou za bezpečnost. Pár těsně unikne smrti, když raketa zničí bunkr a uvědomí si, že ministr vnitřní bezpečnosti Alexander Pierce je vůdcem Hydry v rámci S.H.I.E.L.D.u. Přijmou útočiště u Rogersova nového přítele Sama Wilsona, který se k nim přidá a zastaví Hydru. Jsou napadeni Winter Soldierem. Později, aby zabránila Hydře v použití tří Helikariérů k zavraždění miliónů, dostane se s maskováním do Světové rady bezpečnosti, která se zrovna nachází v S.H.I.E.L.D.u a odzbrojí Pierce. Fury přiletí a nutí Pierceho odemknout databázi S.H.I.E.L.D.u, aby Romanovová mohla zveřejnit utajované informace a ukázat Hydru veřejnosti.

### Boj s Ultronem
V roce 2015 zaútočí Avengers na zařízení Hydry v Sokovii, kde najdou Lokiho žezlo a setkají se s Wandou Maximovovou a jejím dvojčetem Pietrem. V Avengers Tower se Romanovová účastní slavnostní večírku a je svědkem prvního útoku Ultrona. Později jdou Avengers do Johannesburgu zastavit Ultrona, ale Maximovová ukáže Romanovové vizi z její minulosti z Rudé komnaty. Poté spolu s ostatními přijde do Bartonova domu, kde se Avengers schovávají před Ultronem. Romanovová a Banner diskutují o svých romantických citech vůči sobě navzájem a uvažují o tom, že by utekli pryč společně. Ona, Rogers a Barton cestují do Soulu, aby zabránili Ultronovi převést jeho mysl do vibraniového těla poháněného kamenem času. Uspějí, ale Romanovová se stane rukojmím a Ultron ji uvězní v Sokovii. Později je zachráněna Bannerem. Shromáždí se s ostatními Avengers a spolu s Visionem v bojují proti Ultronovi. Po vítězství vytvořila s Rogersem nový tým Avengers složený z Wilsona, Rhodese, Maximovové a Visiona.

### Sokovijská dohoda
V roce 2016 se Romanovová připojí k Rogersovi, Wilsonovi a Maximovové na misi v Lagosu, aby zastavila žoldáka Brocka Rumlowa v získání biologické zbraně. Romanovové se zbraň podařilo zajistit, ale Maximovová omylem zabila Wakandanské humanitární pracovníky, když zachraňovala Rogerse, což spolu s dalšími událostmi vedlo k vzniku Sokovijské dohody. Později utešuje Rogerse po pohřbu Peggy Carterové a je přítomna ve Vídni, kde měla být ratifikována dohoda. Romanovová přežila bombardování, při kterém byl zabit wakandský král T'Chaka. Zpočátku se staví na stranu Starka, který podporuje Sokovijskou dohodu, a doprovází ho, aby dopadl Rogersův tým na letišti v Lipsku, ale kvůli přátelství s Rogersem mu umožní s Barnesem uniknout. To ji staví do rozporu se Starkem, který ji nutí, aby se po porušení dohod schovala.

### Konfrontace s její minulostí
Po událostech ve filmu Captain America: Občanská válka je Romanovová uprchlík před OSN za porušení Sokovijských dohod. Po úspěšném útoku od ministra zahraničí Thaddeuse Rosse se Romanovová schová v úkrytu v Norsku, kde se sejde se svým přítel ze S.H.I.E.L.D.u Rickem Masonem. Mezitím jí pošle její adoptivní sestra Jelena Bělovová protijed do jejího úkrytu v naději, že ji Romanovová pomůže. Romanovová nevědomky s sebou vezme protijed, když jde natankovat, ale je napadena Taskmasterem, který jde po protijedu. Romanovová se úspěšně vyhne Taskmasterovi a zjistí, že protijed pochází z Bělovové. Sestry se setkají v Budapešti, ale jsou napadeny ostatními vdovami. Při útěku se Romanovová dozví, že Drejkov je stále naživu a že Rudá komnata je stále aktivní.
Romanovová a Bělovová zachrání Alexeje Šostakova z vězení a spojí se s Melinou Vostokovovou, než je zajmou vdovi a dají je do Rudé komnaty. Když Drejkov blahopřeje Vostokovové k jejich nalezení, vyjde najevo, že Vostokovová a Romanovová použili obličejové masky, když naplánovali své vlastní zajetí. Romanovová se dozví, že Taskmasterem je Antonia Drejková, která utrpěla škodu tak vážnou, že Drejkov byl nucen dát jí do hlavy čip, aby jí pomohl, čímž se z ní stal dokonalý voják. Romanovová také zjistí, že nemůže ublížit Drejkovi kvůli feromonovému zámku, který nainstaloval do každé vdov. Romanovová si proto záměrně zlomí nos, což jí v nosním průchodu přeruší nerv, tím vyvrátí feromonový zámek a může tak zaútočit na Drejkova.
Drejkovovi se podaří uniknout, když ostatní vdovy napadnou Romanovovou, ale Vělova vytvoří protijedouvou bombu, která vdovy osvobodí od kontroly mysli. Romanovová se dostane do ovládacího pultu a zkopíruje umístění ostatních vdov po celém světě na přenosný disk. Než opustí velín, zvedne dvě lahvičky s protijedem, který zůstali netknuté po výbuchu. Romanovová dá Bělovové padák, zatímco ona a Antonia bojují ve vzduchu. Romanovova přistane na zemi a použil jednu lahvičku s protijedem na Antonii, čímž ji osvobodí z kontroly mysli. Zbytek vdov dorazí, když se Bělovová, Vostokovová a Šostakov rozloučí s Romanovovou, přičemž Bělovová dá Romanovové vestu, aby si ji pamatovala. Romanovová čeká na příchod Rosse a jeho mužů. O dva týdny později se Romanovová sejde s Masonem, který jí dodal Quinjet a letí zachránit ostatní Avengery z Raftu.

### Infinity War
V roce 2018 pomáhá Romanovová Rogersovi a Wilsonovi bránit Maximovovou a Visiona před Glaive a Midnight, dvěma adoptovanými dětmi Thanose. Později cestuje Romanovová s týmem do Wakandy, kde bojují proti Outriderům, armádě Thanose, a během bitvy se spojila s Okoye, aby zachránila Maximovovou před Midnight. Je svědkem příchodu Thanose, který luskne s rukavicí nekonečna, ale ona je jedním z přeživších.
Romanovová, Rogers, Banner, Rhodes, Thor a Rocket se vracejí do základny Avengers a krátce poté se setkají s Danversovou, která s sebou přivedla Starka a Nebulu. Později cestuje s Danversovou, Rocketem, Nebulou, Rogersem, Thorem, Bannerem a Rhodesem do vesmíru, aby našli Thanose a odčinili jeho činy. Tým se ale pouze dozví, že Thanos použil Kameny znovu, aby je zničil. Thor následně jeho hlavu usekne.

### Časová loupež a smrt
V roce 2023 vede Romanovová Avengers spolu i se Strážci galaxie. Později za ní a Rogersem přijde Lang, který je informuje, že byl uvězněn v kvantové říši, kde čas plyne jinak. Navrhuje použít kvantovou říši jako prostředek k získání kamenů nekonečna z minulosti a zvrácení "Probliku". Romanovová, Rogers a Lang předloží nápad Starkovi, který ale odmítne pomoci. Setkají se s Bannerem, který souhlasí, že jim pomůže. Po neúspěšném pokuse vrátit Langa zpět v čase, se Stark vrátí do týmu a ukáže, že vymyslel jak cestovat časem.
Ve snaze shromáždit všechny Avengers odcestuje Romanovová do Tokia, kde se sejde s Bartonem, který ztratil svou rodinu v „Probliku“ a posledních několik let strávil lovem a zabíjením členů drogových kartelů po celém světě. Přesvědčí ho, aby se vrátil do týmu. Avengers vymyslí plán na získání všech šesti kamenů nekonečna z minulosti. Romanovová a Barton cestují do roku 2014 a dorazí na planetu Vormir, aby získali Kámen duše. Setkávají se s Red Skullem, který odhalí, že k získání kamene je nutná oběť někoho, kdo je mu blízký. Po boji s Bartonem se Romanovová rozhodne obětovat a Barton tak získá Kámen duše. Po návratu do roku 2023 Banner, Barton, Rogers, Stark a Thor truchlí nad Romanovovou smrtí. Její oběť však není marná, protože Banner úspěšně zruší "Problik" a obnoví polovinu veškerého života ve vesmíru. Avengers se poté shromáždili, aby porazili alternativního Thanose, což stálo Starka život. Na Starkově pohřbu diskutují Barton a Maximovová o Romanovové oběti, která zachránila vesmír.
Jelena Bělovová později navštíví hrob Romanovové, aby jí vzdala úctu, ale narazí zde na Valentinu Allegru de Fontaine, která jí ukáže údajného muže odpovědného za smrt Romanovové.

## Alternativní verze

### Co kdyby…?

#### Smrt Avengers
V alternativní časové ose je Romanovová obviněna ze zabití Starka při jeho rekrutování. Romanovová je vzata do vazby, podaří se jí uniknou, ale poté ji zabije Hank Pym, který zároveň zabil i Starka.

#### Zombie
V alternativním roce 2018 se Romanovová nakazí kvantovým virem, když Avengers reagovali na vypuknutí viru a proměnila se tak v zombie.

#### Ultronova výhra
V alternativním roce 2015 Ultron porazí Avengers a po získání Kamenů nekonečna od Thanose pokračuje v vymýcení veškerého života v celém vesmíru. Romanovová a Barton jsou jedinými přeživšími na Zemi. Cestují do Moskvy ve snaze najít analogový kód k vypnutí Ultrona. Pro nalezení Arnima Zoly, jdou na opuštěnou základnu Hydry na Sibiři a pokusí se nahrát Zolovu zkopírovanou mysl do mysli Ultrona. Clint se však obětuje, ale nahrávání selže, protože Ultron zjistil existenci Watchera a vstoupí do multivesmíru.

## Výskyt

### Filmy
- Iron Man 2
- Avengers
- Captain America: Návrat prvního Avengera
- Avengers: Age of Ultron
- Captain America: Občanská válka
- Avengers: Infinity War
- Captain Marvel (potitulková scéna)
- Avengers: Endgame
- Black Widow

### Seriály
- Co kdyby…?